# Площадь Куско

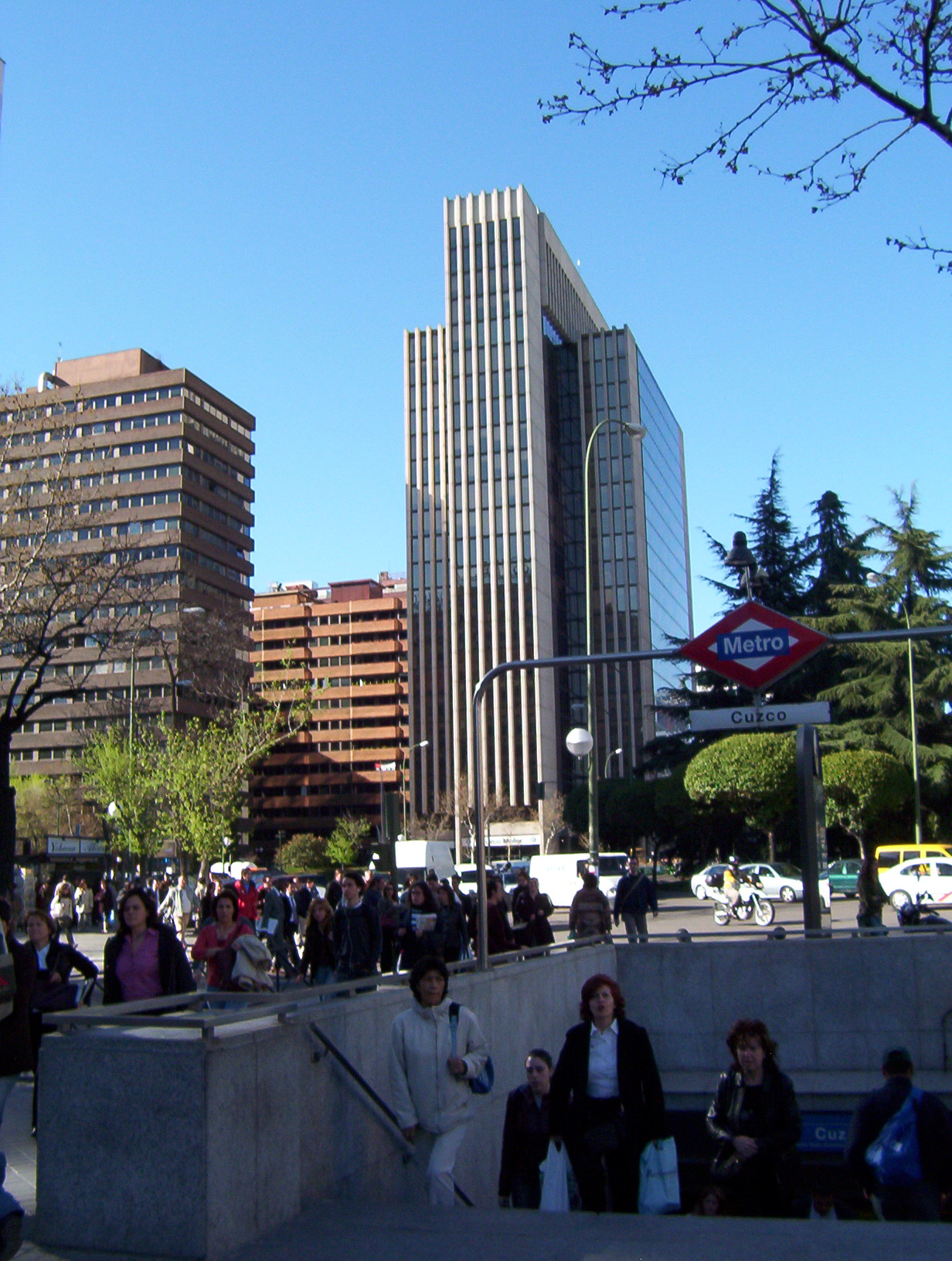
Офисное здание Cuzco IV и вход на станцию «Куско» 10-й линии Мадридского метрополитена

Площадь Ку́ско (исп. Plaza de Cuzco) — площадь на севере Мадрида на бульваре Пасео-де-ла-Кастельяна на границе административных округов Чамартин и Тетуан. На площадь Куско выходят улица Сор-Анхела-де-ла-Крус и проспект Альберто Алькосера. Площадь носит имя перуанского города Куско с 21 октября 1953 года. Площадь находится в престижной жилой и деловой зоне. Здесь находятся в частности офисное здание Cuzco IV, отель AC Cuzco и здание министерства торговли.
Площадь появилась в ходе реконструкции городской территории, после сноса в 1933 году ипподрома Кастельяна для продления прямого движения по Пасео-де-ла-Кастельяна от площади Сан-Хуан-де-ла-Крус на пять километров. В рамках этого же проекта в Мадриде появилась площадь Лимы.